# Leichtathletik-Weltmeisterschaften 2005
| Medaillenspiegel (Endstand nach 47 Entscheidungen) | Medaillenspiegel (Endstand nach 47 Entscheidungen) | Medaillenspiegel (Endstand nach 47 Entscheidungen) | Medaillenspiegel (Endstand nach 47 Entscheidungen) | Medaillenspiegel (Endstand nach 47 Entscheidungen) | Medaillenspiegel (Endstand nach 47 Entscheidungen) |
| Platz                                              | Land                                               | G                                                  | S                                                  | B                                                  | Gesamt                                             |
| -------------------------------------------------- | -------------------------------------------------- | -------------------------------------------------- | -------------------------------------------------- | -------------------------------------------------- | -------------------------------------------------- |
| 1                                                  | USA                                                | 14                                                 | 8                                                  | 3                                                  | 25                                                 |
| 2                                                  | Russland                                           | 7                                                  | 6                                                  | 4                                                  | 17                                                 |
| 3                                                  | Äthiopien                                          | 3                                                  | 4                                                  | 2                                                  | 9                                                  |
| 4                                                  | Kuba                                               | 3                                                  | 3                                                  | 1                                                  | 7                                                  |
| 5                                                  | Frankreich                                         | 2                                                  | 3                                                  | 3                                                  | 8                                                  |
| 6                                                  | Schweden                                           | 2                                                  | –                                                  | 1                                                  | 3                                                  |
| 7                                                  | Bahrain                                            | 2                                                  | –                                                  | –                                                  | 2                                                  |
| 8                                                  | Jamaika                                            | 1                                                  | 5                                                  | 2                                                  | 8                                                  |
| 9                                                  | Kenia                                              | 1                                                  | 2                                                  | 4                                                  | 7                                                  |
| 9                                                  | Deutschland                                        | 1                                                  | 2                                                  | 4                                                  | 7                                                  |
| Vollständiger Medaillenspiegel                     |                                                    |                                                    |                                                    |                                                    |                                                    |

Die 10. Leichtathletik-Weltmeisterschaften (offiziell: 10th IAAF World Championships in Athletics Helsinki 2005) wurden zwischen dem 6. und 14. August 2005 in der finnischen Hauptstadt Helsinki ausgetragen.

## Bewerbungen um den Austragungsort
Ursprünglich sollten die Weltmeisterschaften in London stattfinden. Ein Gutachten, das die britische Regierung in Auftrag gegeben hatte, kam jedoch zu dem Ergebnis, dass der erforderliche Neubau eines Leichtathletikstadions nicht rentabel sei. Der britische Leichtathletik-Verband schlug daher vor, die Weltmeisterschaften in Sheffield auszutragen. Als der Internationale Leichtathletik-Verband (IAAF) darauf nicht einging, gab man die Ausrichtung der Weltmeisterschaften zurück.
Bei der Neuausschreibung bewarben sich Berlin, Brüssel, Budapest, Helsinki, Moskau und Rom um die Ausrichtung. Am 14. April 2002 entschied sich das IAAF-Council während seiner Sitzung in Nairobi überraschend für die finnische Hauptstadt.

## Überblick
Abgesehen von den Straßenwettbewerben fanden die Wettkämpfe im modernisierten Olympiastadion statt, das bereits 1983 Schauplatz der 1. Leichtathletik-Weltmeisterschaften war.
Ältester Teilnehmer war der 50-jährige israelische Marathonläufer Haile Satayin (* 11. April 1955), der mit persönlicher Bestleistung von 2:17:26 h den 21. Platz belegte. Jüngste Teilnehmerin war die erst 14-jährige 100-Meter-Läuferin Rosa-Mystique Jones aus Nauru (Vorlauf: Platz acht in 13,16 s).

## Wettbewerbe
Neu in das Wettkampfprogramm der Frauen wurde nun auch der 3000-Meter-Hindernislauf aufgenommen. So war das Angebot für Frauen und Männer nach langen Jahren der Entwicklung, in denen immer mehr Frauendisziplinen Einzug in den Wettkampfkatalog gehalten hatten, weitgehend angeglichen. Unterschiede gab und gibt es in den Gewichten der Wurfgeräte sowie in der Höhe von Hürden und Hindernissen.
Alleine den Männern vorbehalten blieb für einige Jahre noch das 50-km-Gehen, das 2017 ins Frauen-WM-Programm kam.

## Prämien
Sportler, die in den Weltmeisterschaftswettkämpfen einen Weltrekord erzielten, erhielten von der veranstaltenden Internationalen Leichtathletik-Assoziation IAAF eine Prämie von 100.000 US-Dollar. Weitere Prämien waren ausgeschrieben für alle Teilnehmer, die im Endkampf unter die ersten Acht kamen:
| Prämien bei den Leichtathletik-Weltmeisterschaften 2005 (in US-Dollar) | Prämien bei den Leichtathletik-Weltmeisterschaften 2005 (in US-Dollar) | Prämien bei den Leichtathletik-Weltmeisterschaften 2005 (in US-Dollar) | Prämien bei den Leichtathletik-Weltmeisterschaften 2005 (in US-Dollar) |
| Platz                                                                  | Einzeldisziplinen                                                      | Staffeln                                                               | Marathon-Cup                                                           |
| ---------------------------------------------------------------------- | ---------------------------------------------------------------------- | ---------------------------------------------------------------------- | ---------------------------------------------------------------------- |
| 1                                                                      | 60.000                                                                 | 80.000                                                                 | 20.000                                                                 |
| 2                                                                      | 30.000                                                                 | 40.000                                                                 | 15.000                                                                 |
| 3                                                                      | 20.000                                                                 | 20.000                                                                 | 12.000                                                                 |
| 4                                                                      | 15.000                                                                 | 16.000                                                                 | 10.000                                                                 |
| 5                                                                      | 10.000                                                                 | 12.000                                                                 | 08.000                                                                 |
| 6                                                                      | 06.000                                                                 | 08.000                                                                 | 06.000                                                                 |
| 7                                                                      | 05.000                                                                 | 06.000                                                                 | 0–                                                                     |
| 8                                                                      | 04.000                                                                 | 04.000                                                                 | 0–                                                                     |

## Sportliche Leistungen
Auch die zehnte Austragung der Leichtathletik-Weltmeisterschaften war wie die Veranstaltungen zuvor von einem hohen Leistungsniveau geprägt.
- Höhepunkte waren drei Weltrekorde:
  - Stabhochsprung Frauen – 5,01 m: Jelena Issinbajewa (Russland), Finale
  - Speerwurf Frauen – 71,70 m: Osleidys Menéndez (Kuba), Finale
  - 20-km-Gehen Frauen – 1:25,41 h: Olimpiada Iwanowa (Russland)
- Es gab sechs Kontinentalrekorde:
  - 400-Meter-Hürdenlauf Männer – 47,84 s (Südamerikarekord): Bayano Kamani (Panama), Halbfinale
  - Zehnkampf Männer – 8023 P (Afrikarekord): Hamdi Dhouibi (Tunesien)
  - 3000-Meter-Hindernislauf Frauen – 9:41,21 min (Asienrekord): Minori Hayakari (Japan), Vorlauf
  - 4-mal-400-Meter-Staffel Frauen – 3:26,82 min (Südamerikarekord): Brasilien (Maria Laura Almirão, Geisa Aparecida Coutinho, Josiane Tito, Lucimar Teodoro), Vorlauf
  - Kugelstoßen Frauen – 19,87 m (Ozeanienrekord): Valerie Vili (Neuseeland), Qualifikation
  - Speerwurf Frauen – 70,03 m (Europarekord): Christina Obergföll (Deutschland), Finale
- In neun Disziplinen gab es vierzehn neue Weltjahresbestleistungen:
  - 400-Meter-Lauf Männer – 43,93 s: Jeremy Wariner (USA), Finale
  - 4-mal-100-Meter-Staffel Männer – 38,34 s: Frankreich (Oudéré Kankarafou, Ronald Pognon, Eddy de Lépine, Luéyi Dovy), Vorlauf
  - 4-mal-100-Meter-Staffel Männer – 38,28 s: Trinidad und Tobago (Kevon Pierre, Marc Burns, Jacey Harper, Darrel Brown), Vorlauf
  - 4-mal-100-Meter-Staffel Männer – 38,08 s: Frankreich (Ladji Doucouré, Ronald Pognon, Eddy de Lépine, Luéyi Dovy), Finale
  - 4-mal-400-Meter-Staffel Männer – 2:59,73 min: USA (Nathaniel McKinney, Avard Moncur, Troy McIntosh, Andrae Williams), Vorlauf
  - 4-mal-400-Meter-Staffel Männer – 2:56,91 min: USA (Andrew Rock, Derrick Brew, Darold Williamson, Jeremy Wariner), Finale
  - Weitsprung Männer – 8,60 m: Dwight Phillips (USA), Finale
  - Zehnkampf Männer – 8732 P: Bryan Clay (USA)
  - 400-Meter-Hürdenlauf Frauen – 52,90 s: Julija Petschonkina (Russland), Finale
  - 4-mal-100-Meter-Staffel Frauen – 42,16 s: USA (Angela Daigle, Muna Lee, Me’Lisa Barber, Lauryn Williams), Vorlauf
  - 4-mal-100-Meter-Staffel Frauen – 41,78 s: USA (Angela Daigle, Muna Lee, Me’Lisa Barber, Lauryn Williams), Finale
  - 4-mal-400-Meter-Staffel Frauen – 3:20,23 min: Russland (Olesja Krasnomowez, Natalja Antjuch, Tatjana Firowa, Olesja Sykina), Vorlauf
  - Hochsprung Frauen – 2,02 m: Kajsa Bergqvist (Schweden), Finale
  - Dreisprung Frauen – 15,11 m: Trecia Smith (Jamaika), Finale
- In vier Disziplinen wurden sechs Weltmeisterschaftsrekorde aufgestellt.
- Außerdem waren in 20 Disziplinen 41 Landesrekorde zu verzeichnen.

## Erfolgreichste Sportler
- Folgende Athleten errangen zwei Goldmedaillen:
  - Justin Gatlin, (USA) – 100 Meter, 200 Meter
  - Rashid Ramzi, (Bahrain) – 800 Meter, 1500 Meter
  - Tirunesh Dibaba, (Äthiopien) – 5000 Meter, 10.000 Meter
  - Jeremy Wariner, (USA) – 400 Meter, 4 × 400 m
  - Ladji Doucouré, (Frankreich) – 110 Meter Hürden, 4 × 100 m
  - Lauryn Williams, (USA) – 100 Meter, 4 × 100 m
  - Julija Petschonkina, (Russland) – 400 Meter Hürden, 4 × 400 m
- Folgende Weltmeister waren bereits bei vorangegangenen Weltmeisterschaften siegreich:
  - Tirunesh Dibaba, (Äthiopien) – 5000 Meter: zweiter Sieg in Folge, außerdem hier in Helsinki Weltmeisterin über 10.000 Meter
  - Yipsi Moreno, (Kuba) – Hammerwurf: dritter Sieg in Folge
  - Kenenisa Bekele, (Äthiopien) – 10.000 Meter: zweiter Sieg in Folge
  - Jaouad Gharib, (Marokko) – Marathonlauf: zweiter Sieg in Folge
  - Saif Saaeed Shaheen, (Qatar) – 3000 Meter Hindernis: zweiter Sieg in Folge
  - Jefferson Pérez, (Ecuador) – 20-km-Gehen: zweiter Sieg in Folge
  - Dwight Phillips, (USA) – Weitsprung: zweiter Sieg in Folge
  - Virgilijus Alekna, (Litauen) – Diskuswurf: zweiter Sieg in Folge
  - Tatjana Tomaschowa, (Russland) – 1500 Meter: zweiter Sieg in Folge
  - Carolina Klüft, (Schweden) – Siebenkampf: zweiter Sieg in Folge
  - Olimpiada Iwanowa, (Russland) – 20-km-Gehen: zweiter Sieg nach 2001
  - Franka Dietzsch, (Deutschland) – Diskuswurf: zweiter Sieg nach 1999
  - Osleidys Menéndez, (Kuba) – Speerwurf: zweiter Sieg nach 2001

## Deutsche Mannschaft
Zur deutschen Mannschaft gehörten 52 Sportlerinnen und Sportler, die in 19 der 26 Disziplinen starteten.
| Disziplin        | Männer                                                                                      | Frauen                                                                      |
| ---------------- | ------------------------------------------------------------------------------------------- | --------------------------------------------------------------------------- |
| 200 Meter        | Tobias Unger, Sebastian Ernst                                                               |                                                                             |
| 400 Meter        | Simon Kirch                                                                                 |                                                                             |
| 800 Meter        | René Herms                                                                                  | Monika Gradzki                                                              |
| 10.000 Meter     |                                                                                             | Sabrina Mockenhaupt                                                         |
| 100 Meter Hürden |                                                                                             | Kirsten Bolm                                                                |
| 110 Meter Hürden | Thomas Blaschek                                                                             |                                                                             |
| 400 Meter Hürden | Christian Duma                                                                              | Claudia Marx                                                                |
| 4 × 100 Meter    | Marc Blume, Alexander Kosenkow, Marius Broening, Tobias Unger, Sebastian Ernst, Till Helmke |                                                                             |
| 4 × 400 Meter    | Simon Kirch, Bastian Swillims, Florian Seitz, Kamghe Gaba, Ralf Riester                     | Claudia Hoffmann, Korinna Fink, Claudia Marx, Ulrike Urbansky, Anja Neupert |
| 20-km-Gehen      | André Höhne                                                                                 | Sabine Zimmer, Melanie Seeger                                               |
| Stabhochsprung   | Tim Lobinger, Danny Ecker                                                                   | Carolin Hingst                                                              |
| Weitsprung       | Nils Winter                                                                                 | Bianca Kappler                                                              |
| Dreisprung       | Charles Friedek                                                                             |                                                                             |
| Kugelstoßen      | Ralf Bartels                                                                                | Petra Lammert, Nadine Kleinert, Christina Schwanitz                         |
| Diskuswurf       | Lars Riedel, Michael Möllenbeck                                                             | Franka Dietzsch                                                             |
| Hammerwurf       | Markus Esser, Holger Klose                                                                  | Betty Heidler, Susanne Keil, Kathrin Klaas                                  |
| Speerwurf        | Mark Frank, Christian Nicolay                                                               | Steffi Nerius, Christina Obergföll                                          |
| Siebenkampf      |                                                                                             | Sonja Kesselschläger, Karin Ertl, Lilli Schwarzkopf                         |
| Zehnkampf        | André Niklaus                                                                               |                                                                             |

## Doping
Wie die letzten beiden Leichtathletik-Weltmeisterschaften 2001 in Edmonton und 2003 in Paris war auch diese Weltmeisterschaften bedingt durch nachträgliche Untersuchungen und Erkenntnisse heftig von der Dopingproblematik gekennzeichnet. Elf Sportlern, darunter drei Weltmeistern, wurden aufgrund von Verstößen gegen die Dopingbestimmungen ihre Platzierungen, Medaillen, Titel aberkannt.
- Jurij Bilonoh, Ukraine – Kugelstoßen (zunächst Vierter)[1]
- Andrej Michnewitsch, Belarus – Kugelstoßen (zunächst Sechster)[2]
- Iwan Zichan, Belarus – Hammerwurf (zunächst Erster)[3]
- Wladyslaw Piskunow, Ukraine – Hammerwurf (in der Qualifikation ausgeschieden)[4]
- Andrei Varantsou, Belarus – Hammerwurf (in der Qualifikation ausgeschieden)[5]
- Tatjana Kotowa, Russland – Weitsprung (zunächst Zweite)[6]
- Schanna Block, Ukraine – 100 Meter (im Halbfinale ausgeschieden)[7]
- Nadseja Astaptschuk, Belarus – Kugelstoßen (zunächst Erste)[8]
- Swetlana Kriweljowa, Russland – Kugelstoßen (zunächst Vierte)[9]
- Neelam Jaswant Singh, Indien – Diskuswurf (in der Qualifikation ausgeschieden)[10]
- Olga Kusenkowa, Russland – Hammerwurf (zunächst Erste)[9]

Darüber hinaus wurde der ursprüngliche Silbermedaillengewinner Wadsim Dsewjatouski aus Belarus im Jahr 2013 des wiederholten Dopings überführt und zunächst disqualifiziert. Er konnte jedoch in einer dreijährigen juristischen Auseinandersetzung vor dem Internationalen Sportgerichtshof (CAS) durchsetzen, dass die Probe nicht als positiv gewertet wurde und seine Disqualifikation damit rückgängig machen.
Verschoben gegenüber 2001 und 2003 hatten sich die Nationalitäten der Dopingsünder. Bei den letzten beiden Weltmeisterschaften stammte die weitaus überwiegende Zahl aus den USA. In diesem Jahr kamen vier Sportler aus Belarus, drei aus Russland, drei aus der Ukraine und eine Athletin aus Indien. Betroffen waren ausschließlich die Wurf- und Stoßdisziplinen.

## Resultate Männer

### 100 m

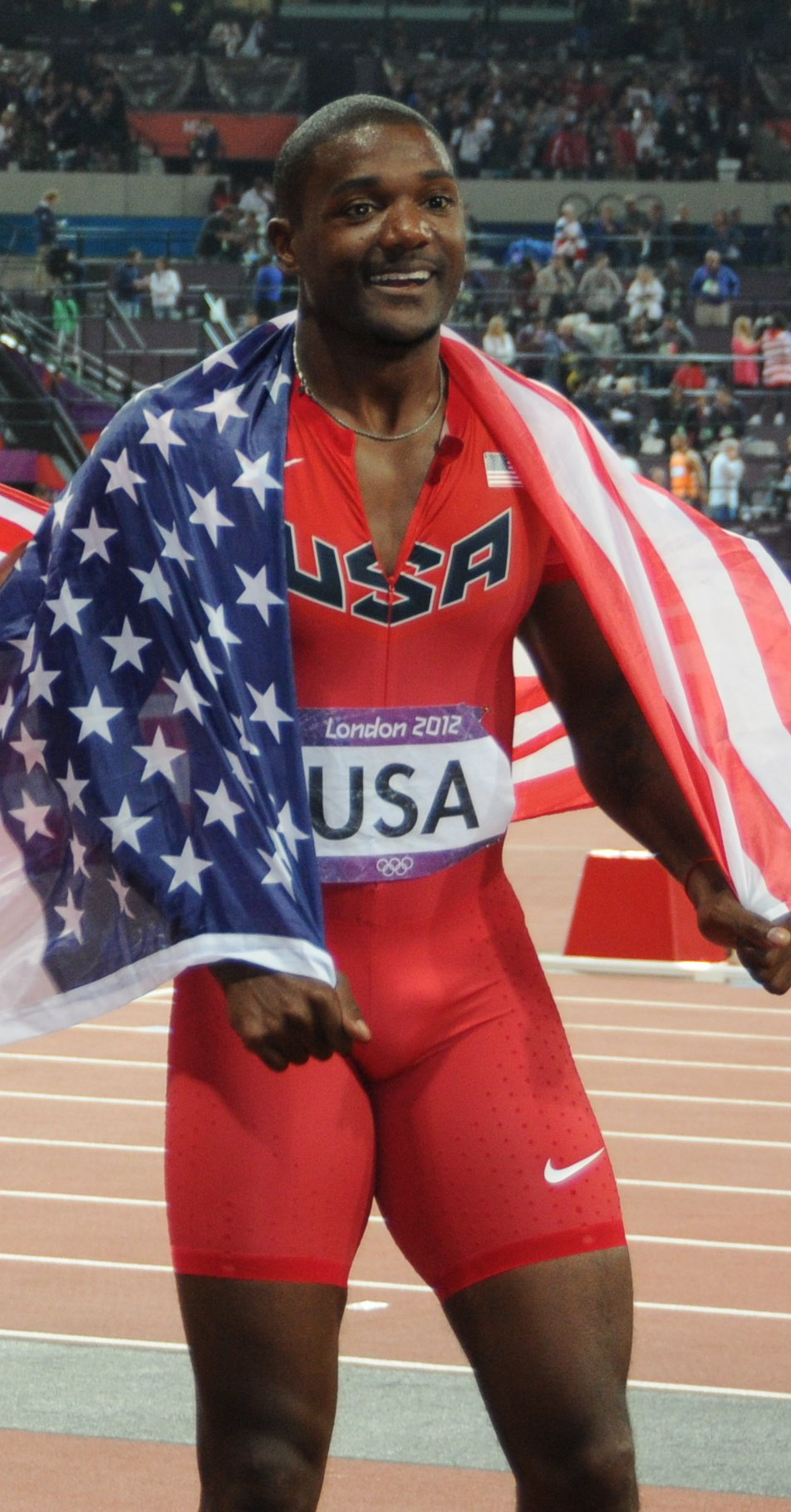
Justin Gatlin – Doppelweltmeister über 100- und 200 Meter

| Platz | Athlet           | Land | Zeit (s) |
| ----- | ---------------- | ---- | -------- |
| 1     | Justin Gatlin    | USA  | 09,88    |
| 2     | Michael Frater   | JAM  | 10,05    |
| 3     | Kim Collins      | SKN  | 10,05    |
| 4     | Francis Obikwelu | POR  | 10,07    |
| 5     | Dwight Thomas    | JAM  | 10,09    |
| 6     | Leonard Scott    | USA  | 10,13    |
| 7     | Marc Burns       | TRI  | 10,14    |
| 8     | Aziz Zakari      | GHA  | 10,20    |

Finale: 7. August, 21:35 Uhr
Wind: +0,4 m/s

### 200 m

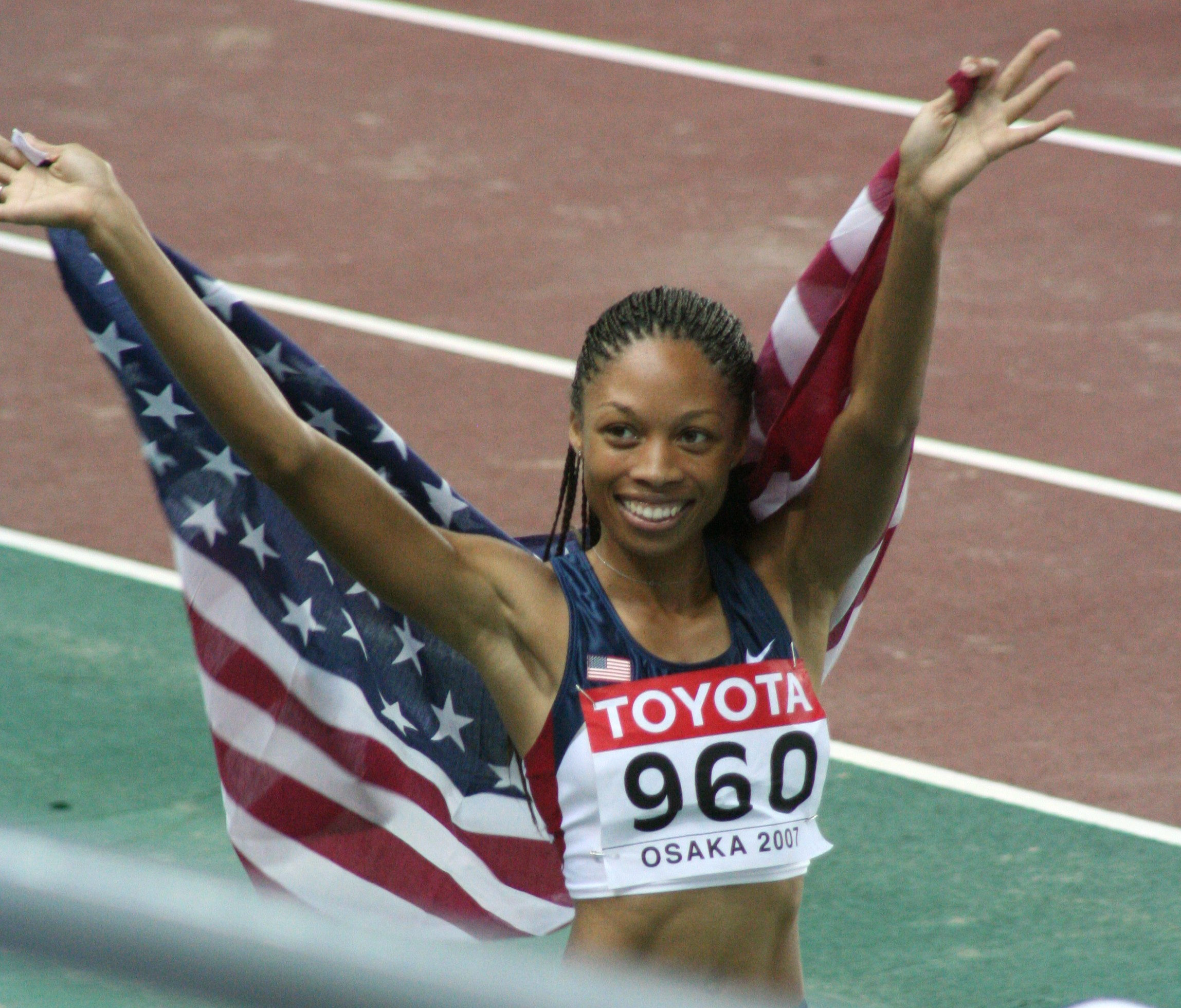
Erster Titelgewinn für Allyson Felix

| Platz | Athlet           | Land | Zeit (s) |
| ----- | ---------------- | ---- | -------- |
| 1     | Justin Gatlin    | USA  | 20,04    |
| 2     | Wallace Spearmon | USA  | 20,20    |
| 3     | John Capel       | USA  | 20,31    |
| 4     | Tyson Gay        | USA  | 20,34    |
| 5     | Stéphan Buckland | MRI  | 20,41    |
| 6     | Patrick Johnson  | AUS  | 20,58    |
| 7     | Tobias Unger     | GER  | 20,81    |
| 8     | Usain Bolt       | JAM  | 26,27    |

Finale: 11. August, 22:10 Uhr
Wind: −0,5 m/s

### 400 m
| Platz | Athlet            | Land | Zeit (s) |
| ----- | ----------------- | ---- | -------- |
| 1     | Jeremy Wariner    | USA  | 43,93 WL |
| 2     | Andrew Rock       | USA  | 44,35    |
| 3     | Tyler Christopher | CAN  | 44,44 NR |
| 4     | Chris Brown       | BAH  | 44,48    |
| 5     | Timothy Benjamin  | GBR  | 44,93    |
| 6     | Brandon Simpson   | JAM  | 45,01    |
| 7     | Darold Williamson | USA  | 45,12    |
| 8     | John Steffensen   | AUS  | 45,46    |

Finale: 12. August, 21:35 Uhr

### 800 m

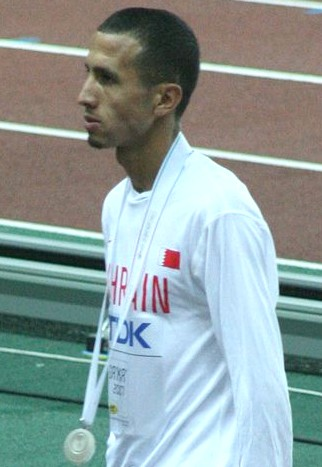
Rashid Ramzi siegte auf beiden Mittelstrecken

| Platz | Athlet             | Land | Zeit (min) |
| ----- | ------------------ | ---- | ---------- |
| 1     | Rashid Ramzi       | BRN  | 1:44,24    |
| 2     | Juri Borsakowski   | RUS  | 1:44,51    |
| 3     | William Yiampoy    | KEN  | 1:44,55    |
| 4     | Wilfred Bungei     | KEN  | 1:44,98    |
| 5     | Djabir Saïd-Guerni | ALG  | 1:45,31    |
| 6     | Mehdi Baala        | FRA  | 1:45,32    |
| 7     | Belal Mansoor Ali  | BRN  | 1:45,55    |
| 8     | Gary Reed          | CAN  | 1:46,20    |

Finale: 14. August, 19:30 Uhr

### 1500 m
| Platz | Athlet                | Land | Zeit (min) |
| ----- | --------------------- | ---- | ---------- |
| 1     | Rashid Ramzi          | BRN  | 3:37,88    |
| 2     | Adil Kaouch           | MAR  | 3:38,00    |
| 3     | Rui Silva             | POR  | 3:38,02    |
| 4     | Iwan Heschko          | UKR  | 3:38,71    |
| 5     | Arturo Casado         | ESP  | 3:39,45    |
| 6     | Juan Carlos Higuero   | ESP  | 3:40,34    |
| 7     | Alex Kipchirchir Rono | KEN  | 3:40,43    |
| 8     | Tarek Boukensa        | ALG  | 3:41,01    |

Finale: 10. August, 22:10 Uhr

### 5000 m

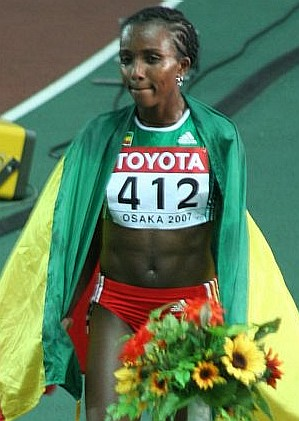
Tirunesh Dibaba gewann auf beiden Bahn-Langstrecken

| Platz | Athlet              | Land | Zeit (min) |
| ----- | ------------------- | ---- | ---------- |
| 1     | Benjamin Limo       | KEN  | 13:32,55   |
| 2     | Sileshi Sihine      | ETH  | 13:32,81   |
| 3     | Craig Mottram       | AUS  | 13:32,96   |
| 4     | Eliud Kipchoge      | KEN  | 13:33,04   |
| 5     | Ali Saïdi-Sief      | ALG  | 13:33,25   |
| 6     | John Kemboi Kibowen | KEN  | 13:33,77   |
| 7     | Tariku Bekele       | ETH  | 13:34,76   |
| 8     | Dejene Berhanu      | ETH  | 13:34,98   |

Finale: 14. August, 20:20 Uhr

### 10.000 m
| Platz | Athlet                    | Land | Zeit (min)  |
| ----- | ------------------------- | ---- | ----------- |
| 1     | Kenenisa Bekele           | ETH  | 27:08,33    |
| 2     | Sileshi Sihine            | ETH  | 27:08,87    |
| 3     | Moses Cheruiyot Mosop     | KEN  | 27:08,96    |
| 4     | Boniface Toroitich Kiprop | UGA  | 27:10,96    |
| 5     | Martin Irungu Mathathi    | KEN  | 27:12,51    |
| 6     | Zersenay Tadese           | ERI  | 27:12,82 NR |
| 7     | Abebe Dinkesa             | ETH  | 27:13,09    |
| 8     | Abderrahim Goumri         | MAR  | 27:14,64    |

Datum: 8. August, 19:20 Uhr

### Marathon

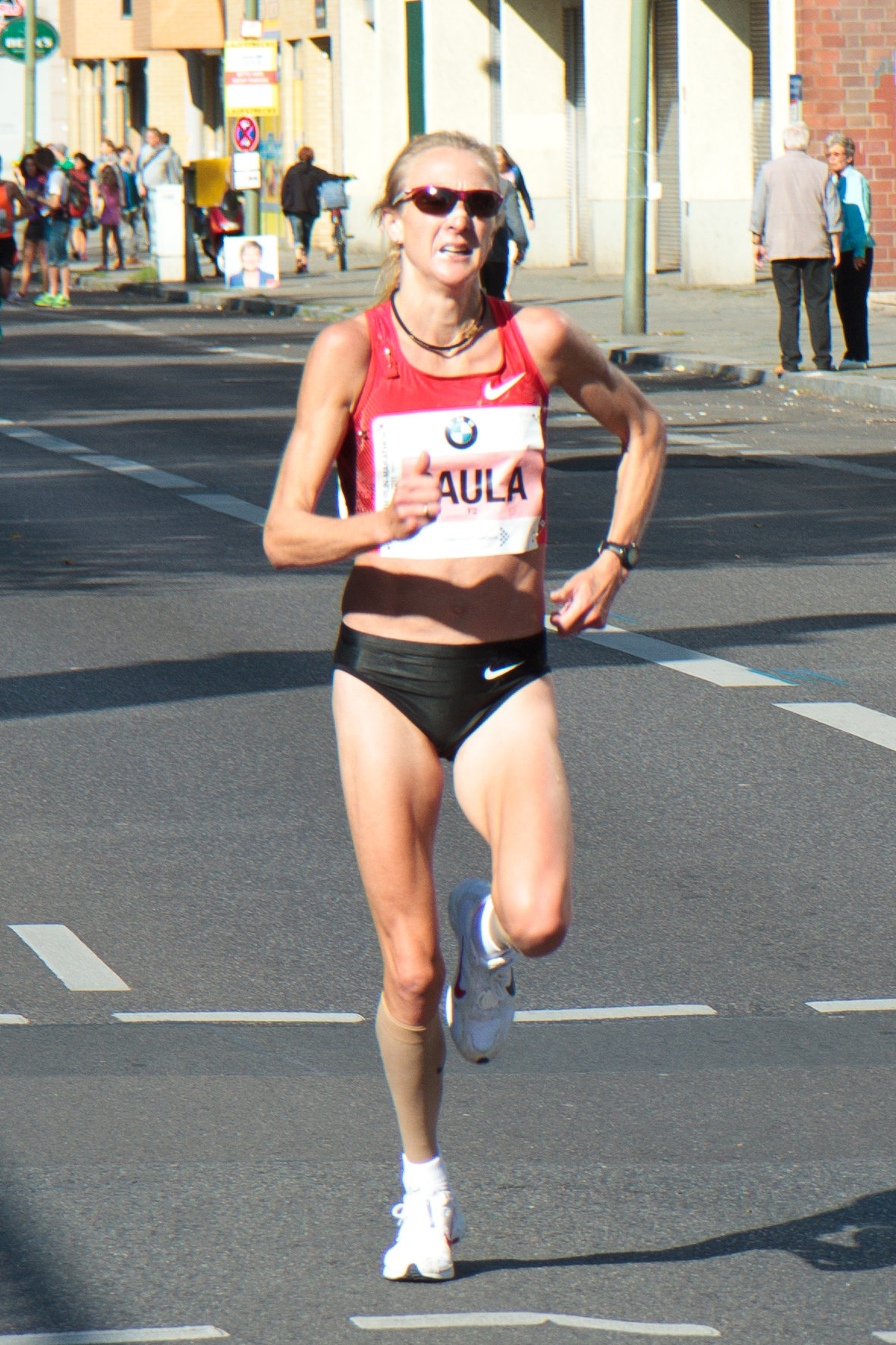
Paula Radcliffe siegte mit neuem WM-Rekord

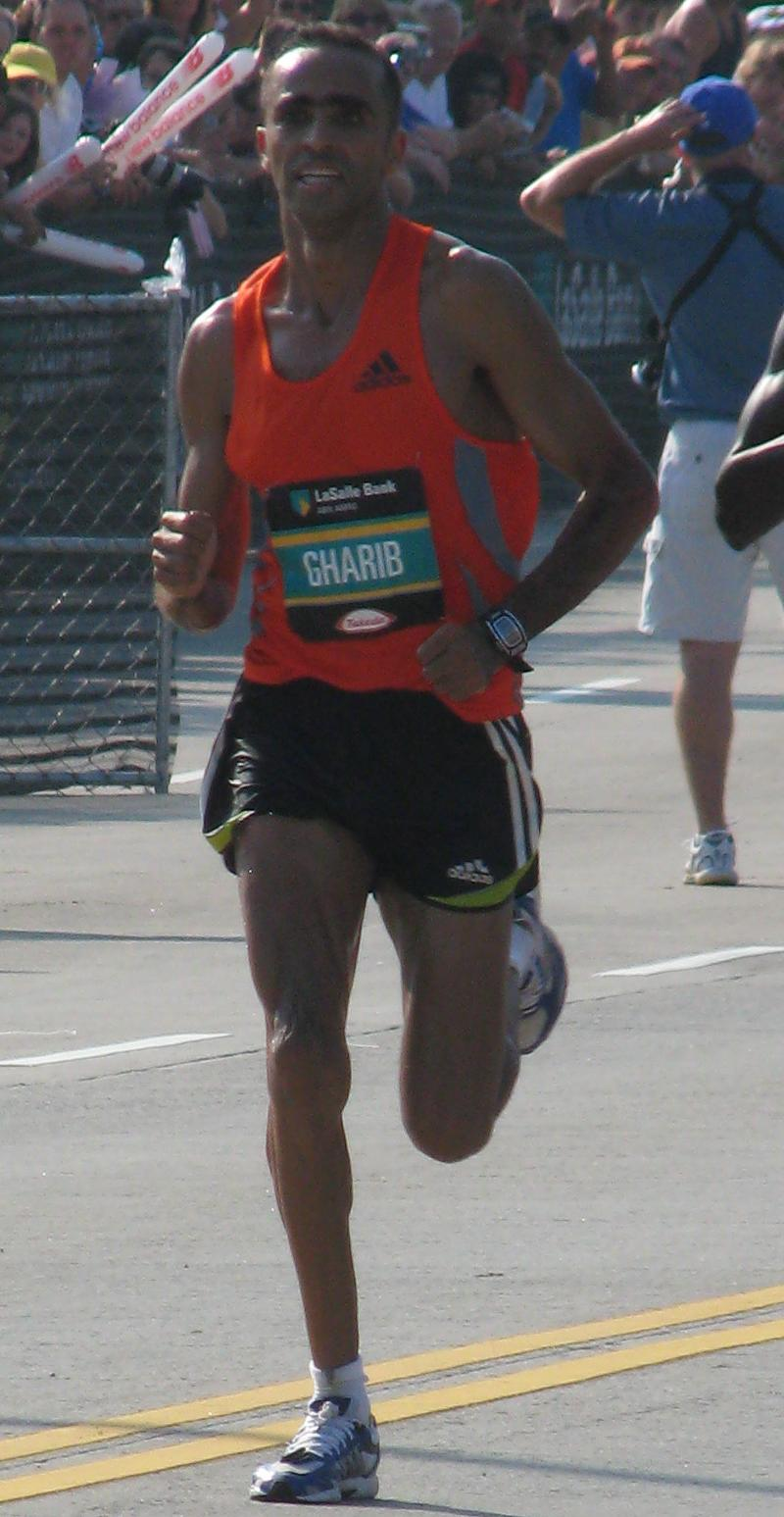
Erneuter Sieg für Titelverteidiger Jaouad Gharib

| Platz | Athlet              | Land | Zeit (h)   |
| ----- | ------------------- | ---- | ---------- |
| 1     | Jaouad Gharib       | MAR  | 2:10:10    |
| 2     | Christopher Isengwe | TAN  | 2:10:21    |
| 3     | Tsuyoshi Ogata      | JPN  | 2:11:16    |
| 4     | Toshinari Takaoka   | JPN  | 2:11:53    |
| 5     | Samson Ramadhani    | TAN  | 2:12:08    |
| 6     | Alex Malinga        | UGA  | 2:12:12 NR |
| 7     | Paul Biwott         | KEN  | 2:12:39    |
| 8     | Julio Rey           | ESP  | 2:12:51    |

Datum: 13. August, 14:20 Uhr

#### Marathon-Cup
| Platz | Land      | Athleten                                                     | Zeit (h) |
| ----- | --------- | ------------------------------------------------------------ | -------- |
| 1     | Japan     | Tsuyoshi Ogata Toshinari Takaoka Wataru Okutani              | 6:38:39  |
| 2     | Kenia     | Paul Biwott Robert Cheboror Joseph Riri                      | 6:46:38  |
| 3     | Äthiopien | Gudisa Shentama Ambesse Tolosa Hailu Negussie                | 6:52:14  |
| 4     | USA       | Brian Sell Clinton Verran Jason Lehmkuhle                    | 6:53:55  |
| 5     | Brasilien | Marilson Gomes dos Santos André Luiz Ramos Claudir Rodrigues | 6:57:57  |
| 6     | Spanien   | Julio Rey José Manuel Martínez Kamal Ziani                   | 6:58:04  |
| 7     | Portugal  | Luís Jesus Luís Novo Alberto Chaíça                          | 6:58:51  |
| 8     | Israel    | Haile Satayin Wodage Zvadya Asaf Bimro                       | 7:03:21  |

Datum: 13. August, 14:20 Uhr
Im Marathonlauf gab es zusätzlich auch eine Teamwertung. Es waren fünf Läufer je Nation zugelassen, für die Wertung wurden die Zeiten der jeweils besten drei addiert. Der Wettbewerb zählte allerdings nicht zum offiziellen Medaillenspiegel.

### 110 m Hürden
| Platz | Athlet                  | Land | Zeit (s) |
| ----- | ----------------------- | ---- | -------- |
| 1     | Ladji Doucouré          | FRA  | 13,07    |
| 2     | Liu Xiang               | CHN  | 13,08    |
| 3     | Allen Johnson           | USA  | 13,10    |
| 4     | Dominique Arnold        | USA  | 13,13    |
| 5     | Terrence Trammell       | USA  | 13,20    |
| 6     | Joel Brown              | USA  | 13,47    |
| 7     | Maurice Wignall         | JAM  | 13,47    |
| 8     | Matheus Facho Inocêncio | BRA  | 13,48    |

Finale: 12. August, 20:45 Uhr
Wind: −0,2 m/s

### 400 m Hürden
| Platz | Athlet                | Land | Zeit (s) |
| ----- | --------------------- | ---- | -------- |
| 1     | Bershawn Jackson      | USA  | 47,30    |
| 2     | James Carter          | USA  | 47,43    |
| 3     | Dai Tamesue           | JPN  | 48,10    |
| 4     | Kerron Clement        | USA  | 48,18    |
| 5     | Naman Keïta           | FRA  | 48,28    |
| 6     | Louis Jacobus van Zyl | RSA  | 48,54    |
| 7     | Bayano Kamani         | PAN  | 50,18    |
| DNF   | Félix Sánchez         | DOM  |          |

Finale: 9. August, 21:50 Uhr

### 3000 m Hindernis

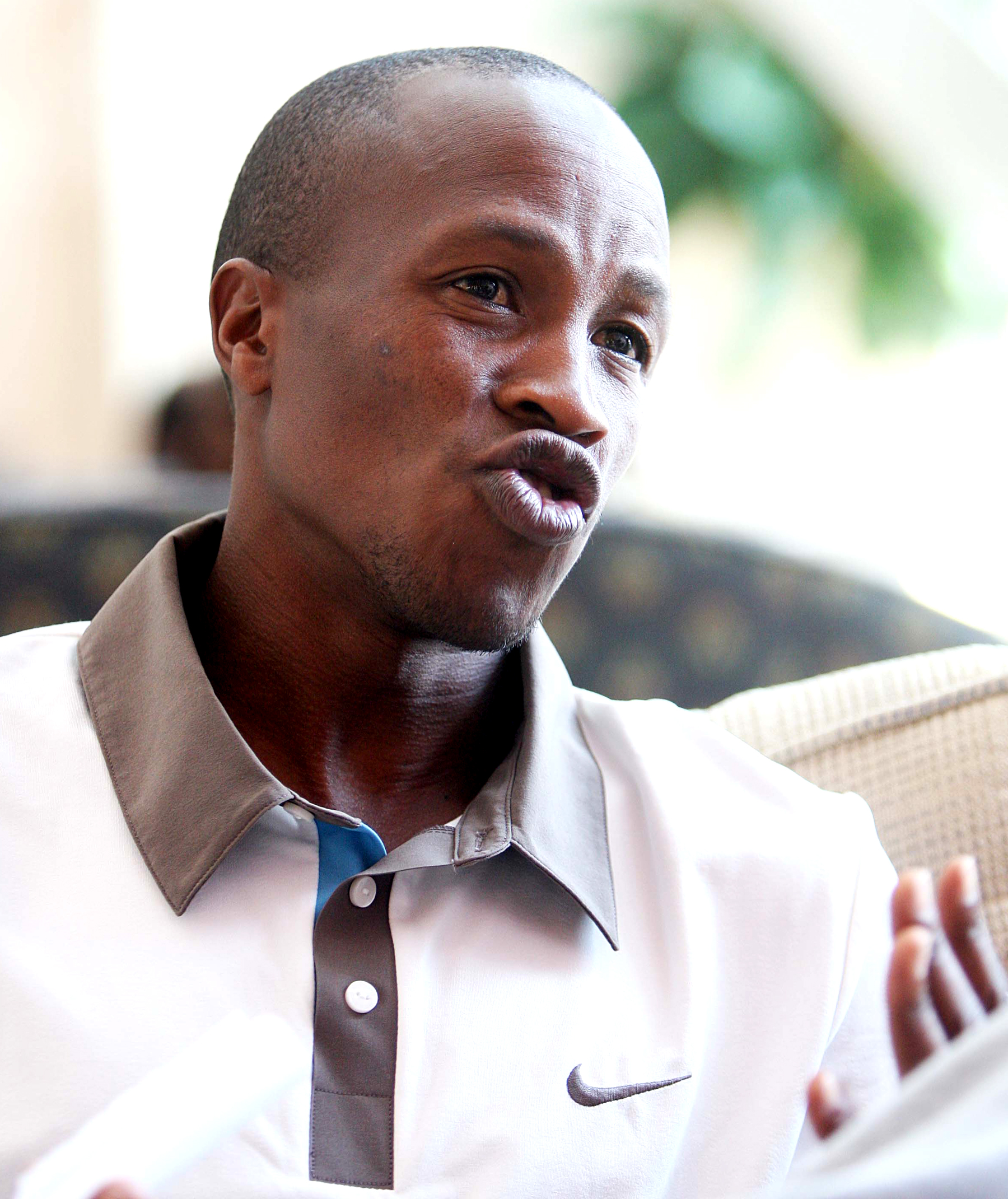
Saif Saaeed Shaheen, früher Stephen Cherono, verteidigte seinen Titel souverän

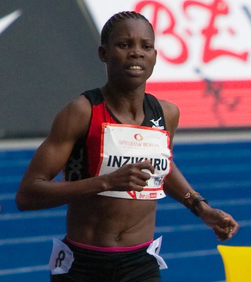
Dorcus Inzikuru – erste Weltmeisterin der neuen Frauen-Disziplin

| Platz | Athlet                | Land | Zeit (min) |
| ----- | --------------------- | ---- | ---------- |
| 1     | Saif Saaeed Shaheen   | QAT  | 8:13,31    |
| 2     | Ezekiel Kemboi        | KEN  | 8:14,96    |
| 3     | Brimin Kiprop Kipruto | KEN  | 8:15,30    |
| 4     | Brahim Boulami        | MAR  | 8:15,32    |
| 5     | Simon Vroemen         | NED  | 8:16,76    |
| 6     | Antonio David Jiménez | ESP  | 8:17,69    |
| 7     | Paul Kipsiele Koech   | KEN  | 8:19,14    |
| 8     | Bouabdellah Tahri     | FRA  | 8:19,96    |

Finale: 9. August, 21:20 Uhr

### 4 × 100 m Staffel
| Platz | Land                     | Athleten | Zeit (s) |
| ----- | ------------------------ | --- | -------- |
| 1     | Frankreich               | Ladji Doucouré (Finale) Ronald Pognon Eddy de Lépine Luéyi Dovy im Vorlauf außerdem: Oudéré Kankarafou          | 38,08 WL |
| 2     | Trinidad und Tobago      | Kevon Pierre Marc Burns Jacey Harper Darrel Brown                                                               | 38,10 NR |
| 3     | Großbritannien           | Jason Gardener Marlon Devonish Christian Malcolm Mark Lewis-Francis                                             | 38,27    |
| 4     | Jamaika                  | Lerone Clarke Dwight Thomas Ainsley Waugh Michael Frater                                                        | 38,28    |
| 5     | Australien               | Daniel Batman Joshua Ross Kristopher Neofytou (Finale) Patrick Johnson im Vorlauf außerdem: Matthew Shirvington | 38,32    |
| 6     | Niederländische Antillen | Geronimo Goeloe Charlton Rafaela Jairo Duzant Churandy Martina                                                  | 38,45 NR |
| 7     | Deutschland              | Alexander Kosenkow Marc Blume Tobias Unger Marius Broening                                                      | 38,48    |
| 8     | Japan                    | Shingo Suetsugu Shinji Takahira Tatsuro Yoshino Nobuharu Asahara                                                | 38,77    |

Finale: 13. August, 21:40 Uhr

### 4 × 400 m Staffel
| Platz | Land                | Athleten | Zeit (min)                               |
| ----- | ------------------- | --- | ---------------------------------------- |
| 1     | USA                 | Andrew Rock (Finale) Derrick Brew Darold Williamson Jeremy Wariner (Finale) im Vorlauf außerdem: Miles Smith LaShawn Merritt | 2:56,91 WL                               |
| 2     | Bahamas             | Nathaniel McKinney Avard Moncur Andrae Williams Chris Brown (Finale) im Vorlauf außerdem: Troy McIntosh                      | 2:57,32 NR                               |
| 3     | Jamaika             | Sanjay Ayre Brandon Simpson (Finale) Lansford Spence Davian Clarke im Vorlauf außerdem: Michael Blackwood                    | 2:58,07                                  |
| 4     | Großbritannien      | Timothy Benjamin (Finale) Martyn Rooney Robert Tobin Malachi Davis im Vorlauf außerdem: Graham Hedman                        | 2:58,82                                  |
| 5     | Polen               | Marcin Marciniszyn Robert Maćkowiak Piotr Rysiukiewicz (Finale) Piotr Klimczak im Vorlauf außerdem: Rafał Wieruszewski       | 3:00,58                                  |
| 6     | Frankreich          | Leslie Djhone Naman Keïta Abderrahim El Haouzy Marc Raquil                                                                   | 3:03,10                                  |
| 7     | Russland            | Dmitri Forschew Andrei Rudnizki Oleg Mischukow (Finale) Jewgeni Lebedew im Vorlauf außerdem: Andrei Polukejew                | 3:03,20                                  |
| DSQ   | Trinidad und Tobago | Ato Modibo Julieon Raeburn Renny Quow Damion Barry                                                                           | IAAF Rule 170.11 Meldefehler Aufstellung |

Finale: 14. August, 21:20 Uhr

### 20 km Gehen

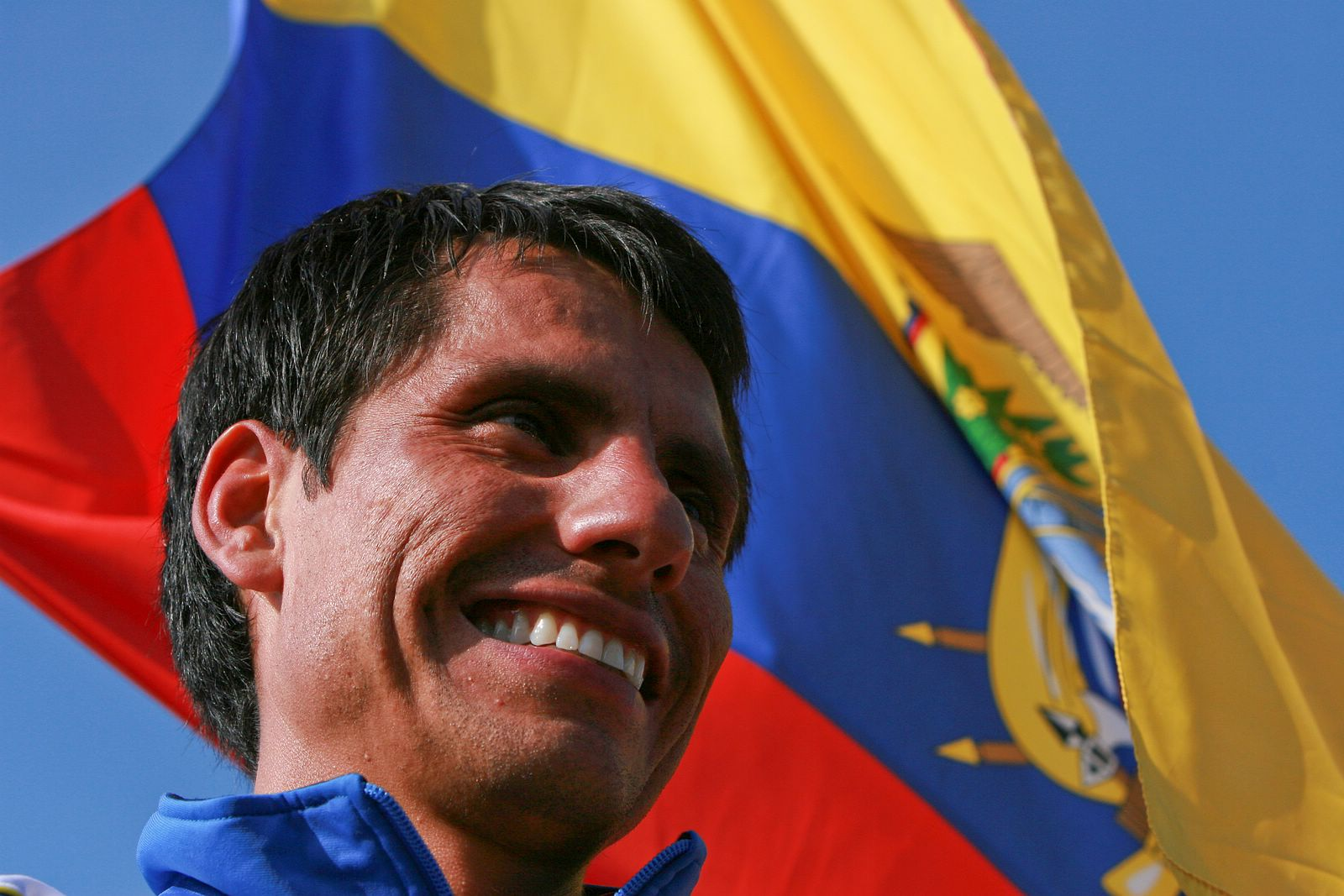
Titelverteidiger Jefferson Pérez siegte mit mehr als einer Minute Vorsprung

| Platz | Athlet                     | Land | Zeit (h) |
| ----- | -------------------------- | ---- | -------- |
| 1     | Jefferson Pérez            | ECU  | 1:18:35  |
| 2     | Francisco Javier Fernández | ESP  | 1:19:36  |
| 3     | Juan Manuel Molina         | ESP  | 1:19:44  |
| 4     | André Höhne                | GER  | 1:20:00  |
| 5     | Hatem Ghoula               | TUN  | 1:20:19  |
| 6     | Wladimir Stankin           | RUS  | 1:20:25  |
| 7     | Benjamin Kuciński          | POL  | 1:20:34  |
| 8     | Eder Sánchez               | MEX  | 1:20:45  |

Datum: 6. August, 18:40 Uhr

### 50 km Gehen
| Platz | Athlet             | Land | Zeit (h)   |
| ----- | ------------------ | ---- | ---------- |
| 1     | Sergei Kirdjapkin  | RUS  | 3:38:08    |
| 2     | Alexei Wojewodin   | RUS  | 3:41:25    |
| 3     | Alex Schwazer      | ITA  | 3:41:54 NR |
| 4     | Trond Nymark       | NOR  | 3:44:04 NR |
| 5     | Zhao Chengliang    | CHN  | 3:44:45    |
| 6     | Omar Zepeda        | MEX  | 3:49:01    |
| 7     | Roman Magdziarczyk | POL  | 3:49:55    |
| 8     | Yūki Yamazaki      | JPN  | 3:51:15    |

Datum: 12. August, 11;35 Uhr

### Hochsprung
| Platz | Athlet               | Land | Höhe (m) |
| ----- | -------------------- | ---- | -------- |
| 1     | Jurij Krymarenko     | UKR  | 2,32     |
| 2     | Víctor Moya          | CUB  | 2,29     |
| 2     | Jaroslaw Rybakow     | RUS  | 2,29     |
| 4     | Mark Boswell         | CAN  | 2,29     |
| 5     | Jaroslav Bába        | CZE  | 2,29     |
| 5     | Nicola Ciotti        | ITA  | 2,29     |
| 7     | Stefan Holm          | SWE  | 2,29     |
| 8     | Wjatscheslaw Woronin | RUS  | 2,29     |

Finale: 14. August, 18:35 Uhr

### Stabhochsprung
| Platz | Athlet             | Land | Höhe (m) |
| ----- | ------------------ | ---- | -------- |
| 1     | Rens Blom          | NED  | 5,80 m   |
| 2     | Brad Walker        | USA  | 5,75 m   |
| 3     | Pawel Gerassimow   | RUS  | 5,65 m   |
| 4     | Igor Pawlow        | RUS  | 5,65 m   |
| 5     | Tim Lobinger       | GER  | 5,50 m   |
| 5     | Nick Hysong        | USA  | 5,50 m   |
| 5     | Giuseppe Gibilisco | ITA  | 5,50 m   |
| 8     | Daichi Sawano      | JPN  | 5,50 m   |

Finale: 11. August, 18:35 Uhr

### Weitsprung

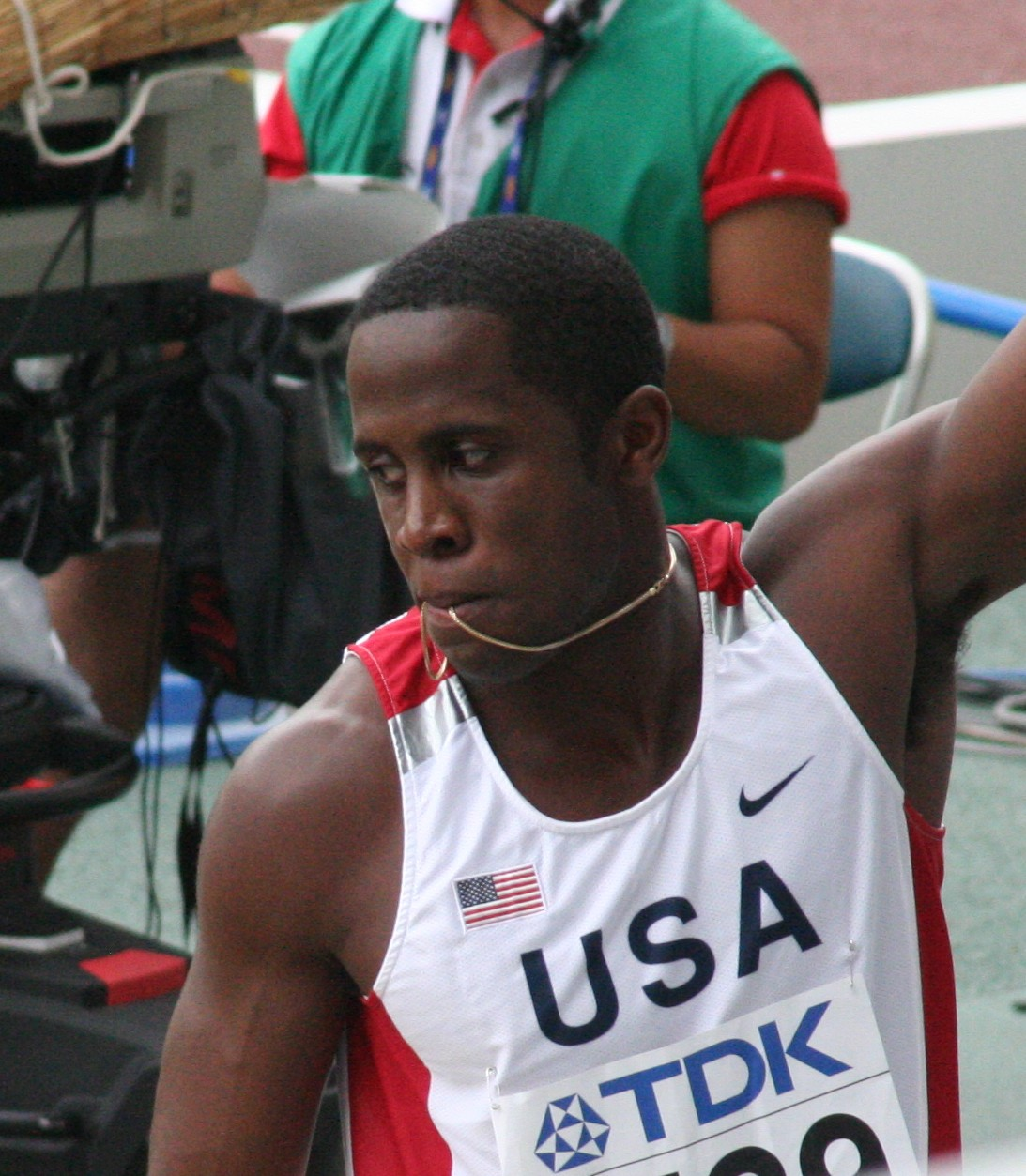
Titelverteidiger Dwight Phillips – Sieg mit Weltjahresbestleistung

| Platz | Athlet                 | Land | Weite (m) |
| ----- | ---------------------- | ---- | --------- |
| 1     | Dwight Phillips        | USA  | 8,60 WL   |
| 2     | Ignisious Gaisah       | GHA  | 8,34 NR   |
| 3     | Tommi Evilä            | FIN  | 8,25 w    |
| 4     | Joan Lino Martínez     | ESP  | 8,24 w    |
| 5     | Salim Sdiri            | FRA  | 8,21 w    |
| 6     | Irving Saladino        | PAN  | 8,20 w    |
| 7     | Godfrey Khotso Mokoena | RSA  | 8,11 w    |
| 8     | Wolodymyr Sjuskow      | UKR  | 8,06 w    |

Finale: 13. August, 19:45 Uhr

### Dreisprung
| Platz | Athlet             | Land | Weite (m) |
| ----- | ------------------ | ---- | --------- |
| 1     | Walter Davis       | USA  | 17,57     |
| 2     | Yoandri Betanzos   | CUB  | 17,42     |
| 3     | Marian Oprea       | ROM  | 17,40     |
| 4     | Leevan Sands       | BAH  | 17,39 w   |
| 5     | Karl Taillepierre  | FRA  | 17,27     |
| 6     | Jadel Gregório     | BRA  | 17,20     |
| 7     | Kenta Bell         | USA  | 17,11     |
| 8     | Arnie David Giralt | CUB  | 17,09     |

Finale: 11. August, 20:00 Uhr

### Kugelstoßen
| Platz | Athlet             | Land | Weite (m) |
| ----- | ------------------ | ---- | --------- |
| 1     | Adam Nelson        | USA  | 21,73     |
| 2     | Rutger Smith       | NED  | 21,29     |
| 3     | Ralf Bartels       | GER  | 20,99     |
| 4     | Christian Cantwell | USA  | 20,87     |
| 5     | Joachim Olsen      | DEN  | 20,73     |
| 6     | Ville Tiisanoja    | FIN  | 20,57     |
| 7     | Tomasz Majewski    | POL  | 20,23     |
| 8     | Tepa Reinikainen   | FIN  | 20,09     |

Finale: 6. August, 21:00 Uhr
In dieser Disziplin traten zwei Dopingfälle auf:
Der Ukrainer Jurij Bilonoh, der mit 20,89 m auf den vierten Platz gekommen war, und der Belarusse Andrej Michnewitsch, der mit 20,74 m den sechsten Platz belegt hatte, wurden wegen Dopingvergehens nachträglich disqualifiziert.

### Diskuswurf

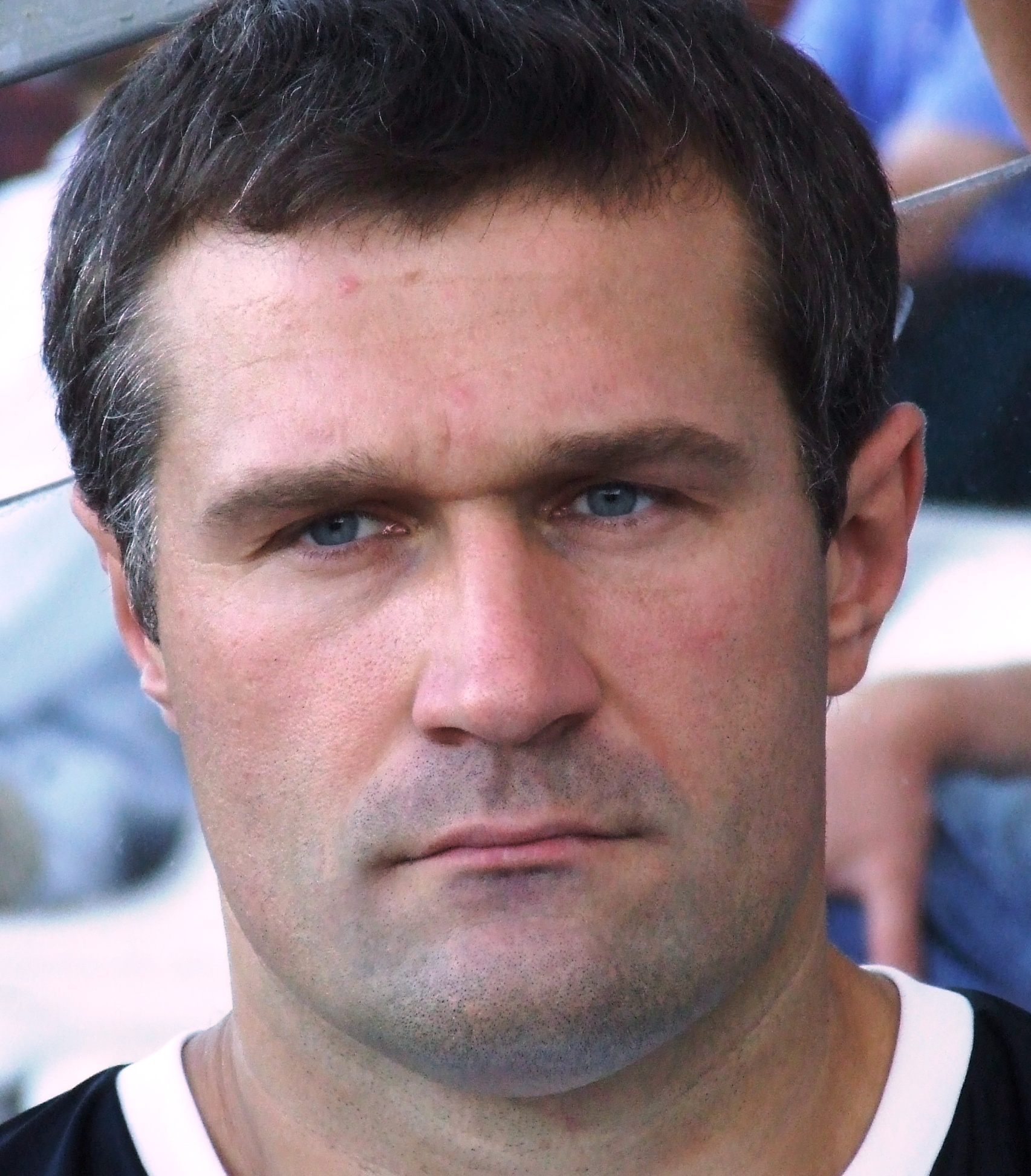
Mit Virgilijus Alekna war der dominierende Diskuswerfer dieser Jahre vorn

| Platz | Athlet             | Land | Weite (m) |
| ----- | ------------------ | ---- | --------- |
| 1     | Virgilijus Alekna  | LTU  | 70,17 CR  |
| 2     | Gerd Kanter        | EST  | 68,57     |
| 3     | Michael Möllenbeck | GER  | 65,95     |
| 4     | Aleksander Tammert | EST  | 64,84     |
| 5     | Ian Waltz          | USA  | 64,27     |
| 6     | Frantz Kruger      | RSA  | 64,23     |
| 7     | Jarred Rome        | USA  | 64,22     |
| 8     | Jason Tunks        | CAN  | 63,77     |

Finale: 7. August, 18:40 Uhr

### Hammerwurf
| Platz | Athlet                 | Land | Weite (m) |
| ----- | ---------------------- | ---- | --------- |
| 1     | Wadsim Dsewjatouski    | BLR  | 82,60     |
| 2     | Szymon Ziółkowski      | POL  | 79,35     |
| 3     | Markus Esser           | GER  | 79,16     |
| 5     | Olli-Pekka Karjalainen | FIN  | 78,77     |
| 5     | Ilja Konowalow         | RUS  | 78,59     |
| 6     | Krisztián Pars         | HUN  | 78,03     |
| 7     | Wadim Chersonzew       | RUS  | 77,59     |
| 8     | Libor Charfreitag      | SVK  | 76,05     |

Finale: 8. August, 18:40 Uhr
Dieser Wettbewerb wurde von gleich drei Dopingfällen überschattet:
Der Belarusse Iwan Zichan, der unrechtmäßig nach Gold gegriffen hatte, wurde im Jahr 2013 des wiederholten Dopings überführt, unter anderem sein Resultat von diesen Weltmeisterschaften wurde annulliert. Mit Andrei Varantsou wurde ein weiterer Belarusse als Dopingsünder entlarvt. Er war in der Qualifikation ausgeschieden. Der vierte überführte Werfer war der zunächst zwölftplatzierte Wladyslaw Piskunow aus der Ukraine.

Darüber hinaus wurde der ursprüngliche Silbermedaillengewinner Wadsim Dsewjatouski aus Belarus im Jahr 2013 des wiederholten Dopings überführt und zunächst disqualifiziert. Er konnte jedoch in einer dreijährigen juristischen Auseinandersetzung vor dem Internationalen Sportgerichtshof (CAS) durchsetzen, dass die Probe nicht als positiv gewertet wurde und seine Disqualifikation damit rückgängig machen.

### Speerwurf
| Platz | Athlet              | Land | Weite (m) |
| ----- | ------------------- | ---- | --------- |
| 1     | Andrus Värnik       | EST  | 87,17     |
| 2     | Andreas Thorkildsen | NOR  | 86,18     |
| 3     | Sergei Makarow      | RUS  | 83,54     |
| 4     | Tero Pitkämäki      | FIN  | 81,27     |
| 5     | Alexander Iwanow    | RUS  | 79,14     |
| 6     | Ēriks Rags          | LAT  | 78,77     |
| 7     | Ainārs Kovals       | LAT  | 77,61     |
| 8     | Mark Frank          | GER  | 77,56     |

Finale: 10. August, 17:30 Uhr

### Zehnkampf

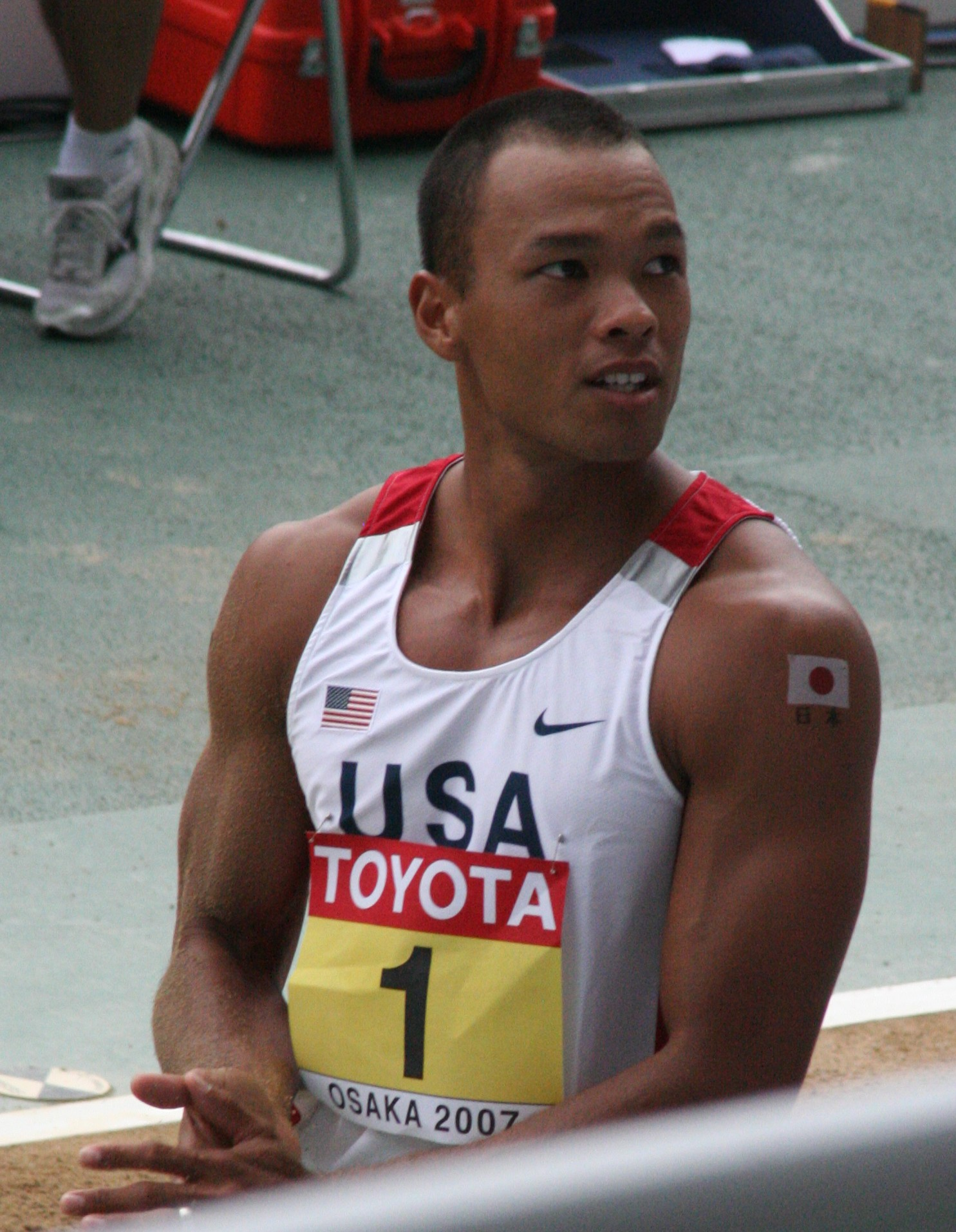
Klarer Sieg mit Weltjahresbestleistung für Bryan Clay

| Platz | Athlet              | Land | Punkte  |
| ----- | ------------------- | ---- | ------- |
| 1     | Bryan Clay          | USA  | 8732 WL |
| 2     | Roman Šebrle        | CZE  | 8521    |
| 3     | Attila Zsivoczky    | HUN  | 8385    |
| 4     | André Niklaus       | GER  | 8316    |
| 5     | Alexander Pogorelow | RUS  | 8246    |
| 6     | Kristjan Rahnu      | EST  | 8223    |
| 7     | Romain Barras       | FRA  | 8087    |
| 8     | Tomáš Dvořák        | CZE  | 8068    |

Datum: 9./10. August

## Resultate Frauen

### 100 m
| Platz | Athletin           | Land | Zeit (s) |
| ----- | ------------------ | ---- | -------- |
| 1     | Lauryn Williams    | USA  | 10,93    |
| 2     | Veronica Campbell  | JAM  | 10,95    |
| 3     | Christine Arron    | FRA  | 10,98    |
| 4     | Chandra Sturrup    | BAH  | 11,09    |
| 5     | Me’Lisa Barber     | USA  | 11,09    |
| 6     | Sherone Simpson    | JAM  | 11,09    |
| 7     | Muna Lee           | USA  | 11,09    |
| 8     | Julija Neszjarenka | BLR  | 11,10    |

Finale: 8. August, 21:35 Uhr
Wind: +1,3 m/s
Hier gab es einen Dopingfall:

Wie schon bei den vorangegangenen Weltmeisterschaften wurde die hier im Halbfinale ausgeschiedene Ukrainerin Schanna Block des Dopings überführt und disqualifiziert.

### 200 m
| Platz | Athletin            | Land | Zeit (s) |
| ----- | ------------------- | ---- | -------- |
| 1     | Allyson Felix       | USA  | 22,16    |
| 2     | Rachelle Smith      | USA  | 22,31    |
| 3     | Christine Arron     | FRA  | 22,31    |
| 4     | Veronica Campbell   | JAM  | 22,38    |
| 5     | LaTasha Colander    | USA  | 22,66    |
| 6     | Julija Guschtschina | RUS  | 22,75    |
| 7     | Kim Gevaert         | BEL  | 22,86    |
| 8     | Cydonie Mothersille | CAY  | 23,00    |

Finale: 12. August, 19:30 Uhr
Wind: +0,2 m/s

### 400 m
| Platz | Athletin                 | Land | Zeit (s) |
| ----- | ------------------------ | ---- | -------- |
| 1     | Tonique Williams-Darling | BAH  | 49,55    |
| 2     | Sanya Richards           | USA  | 49,74    |
| 3     | Ana Guevara              | MEX  | 49,81    |
| 4     | Swetlana Pospelowa       | RUS  | 50,11    |
| 5     | DeeDee Trotter           | USA  | 51,14    |
| 6     | Olesja Sykina            | RUS  | 51,24    |
| 7     | Monique Henderson        | USA  | 51,77    |
| 8     | Amy Mbacké Thiam         | SEN  | 52,22    |

Finale: 10. August, 20:00 Uhr

### 800 m
| Platz | Athletin               | Land | Zeit (min) |
| ----- | ---------------------- | ---- | ---------- |
| 1     | Zulia Calatayud        | CUB  | 1:58,82    |
| 2     | Hasna Benhassi         | MAR  | 1:59,42    |
| 3     | Tatjana Andrianowa     | RUS  | 1:59,60    |
| 4     | Maria de Lurdes Mutola | MOZ  | 1:59,71    |
| 5     | Mayte Martínez         | ESP  | 1:59,99    |
| 6     | Larissa Zhao           | RUS  | 2:00,25    |
| 7     | Swetlana Tscherkassowa | RUS  | 2:00,71    |
| 8     | Hazel Clark            | USA  | 2:01,52    |

Finale: 9. August, 21:35 Uhr

### 1500 m
| Platz | Athletin           | Land | Zeit (min) |
| ----- | ------------------ | ---- | ---------- |
| 1     | Tatjana Tomaschowa | RUS  | 4:00,35    |
| 2     | Olga Jegorowa      | RUS  | 4:01,46    |
| 3     | Bouchra Ghezielle  | FRA  | 4:02,45    |
| 4     | Jelena Sobolewa    | RUS  | 4:02,48    |
| 5     | Maryam Yusuf Jamal | BRN  | 4:02,49    |
| 6     | Natalia Rodríguez  | ESP  | 4:03,06    |
| 7     | Anna Jakubczak     | POL  | 4:03,38    |
| 8     | Gelete Burka       | ETH  | 4:04,77    |

Finale: 14. August, 19:55 Uhr
Die zunächst zweitplatzierte Russin Julija Tschischenko wurde nach dem Rennen disqualifiziert, weil sie Maryam Yusuf Jamal absichtlich behindert hatte.
Doping:
Sämtliche Medaillengewinnerinnen dieses Rennens Tatjana Tomaschowa, Olga Jegorowa und Bouchra Ghezielle sowie die viertplatzierte Jelena Sobolewa hatten im späteren Verlauf ihrer Karrieren Sperren wegen Dopings hinzunehmen.

### 5000 m
| Platz | Athletin                  | Land | Zeit (min)  |
| ----- | ------------------------- | ---- | ----------- |
| 1     | Tirunesh Dibaba           | ETH  | 14:38,59 CR |
| 2     | Meseret Defar             | ETH  | 14:39,54    |
| 3     | Ejegayehu Dibaba          | ETH  | 14:42,47    |
| 4     | Meselech Melkamu          | ETH  | 14:43,47    |
| 5     | Xing Huina                | CHN  | 14:43,64    |
| 6     | Zakia Mrisho              | TAN  | 14:43,87 NR |
| 7     | Priscah Jepleting Cherono | KEN  | 14:44,00    |
| 8     | Isabella Ochichi          | KEN  | 14:45,14    |

Finale: 13. August, 20:10 Uhr

### 10.000 m
| Platz | Athletin          | Land | Zeit (min)  |
| ----- | ----------------- | ---- | ----------- |
| 1     | Tirunesh Dibaba   | ETH  | 30:24,02    |
| 2     | Berhane Adere     | ETH  | 30:25,41    |
| 3     | Ejegayehu Dibaba  | ETH  | 30:26,00    |
| 4     | Xing Huina        | CHN  | 30:27,18    |
| 5     | Edith Masai       | KEN  | 30:30,26 NR |
| 6     | Werknesh Kidane   | ETH  | 30:32,47    |
| 7     | Sun Yingjie       | CHN  | 30:33,53    |
| 8     | Galina Bogomolowa | RUS  | 30:33,75    |

Datum: 6. August, 21:12 Uhr

### Marathon
| Platz | Athletin             | Land | Zeit (h)   |
| ----- | -------------------- | ---- | ---------- |
| 1     | Paula Radcliffe      | GBR  | 2:20:57 CR |
| 2     | Catherine Ndereba    | KEN  | 2:22:01    |
| 3     | Constantina Tomescu  | ROM  | 2:23:19    |
| 4     | Derartu Tulu         | ETH  | 2:23:30    |
| 5     | Zhou Chunxiu         | CHN  | 2:24:12    |
| 6     | Yumiko Hara          | JPN  | 2:24:20    |
| 7     | Rita Jeptoo Sitienei | KEN  | 2:24:22    |
| 8     | Harumi Hiroyama      | JPN  | 2:25:46    |

Datum: 14. August, 14:20 Uhr

#### Marathon-Cup
| Platz | Land           | Athletinnen                                          | Zeit (h) |
| ----- | -------------- | ---------------------------------------------------- | -------- |
| 1     | Kenia          | Catherine Ndereba Rita Jeptoo Hellen Jemaiyo Kimutai | 7:12:37  |
| 2     | Japan          | Yumiko Hara Harumi Hiroyama Megumi Oshima            | 7:16:35  |
| 3     | Großbritannien | Paula Radcliffe Mara Yamauchi Hayley Haining         | 7:27:04  |
| 4     | Äthiopien      | Derartu Tulu Asha Gigi Shitaye Gemechu               | 7:28:09  |
| 5     | Nordkorea      | Jong Yong-ok Oh Song-suk Ryang Gum-hwa               | 7:38:25  |
| 6     | USA            | Turena Johnson-Lane Jill Boaz Emily Levan            | 7:49:44  |
| 7     | Neuseeland     | Shireen Crumpton Liza Hunter-Galvan Rebecca Moore    | 8:07:26  |

Datum: 14. August, 14:20 Uhr
Im Marathonlauf gab es zusätzlich auch eine Teamwertung. Es waren fünf Läuferinnen je Nation zugelassen, für die Wertung wurden die Zeiten der jeweils besten drei addiert. Der Wettbewerb zählte allerdings nicht zum offiziellen Medaillenspiegel.

### 100 m Hürden
| Platz | Athletin               | Land | Zeit (s)                                   |
| ----- | ---------------------- | ---- | ------------------------------------------ |
| 1     | Michelle Perry         | USA  | 12,66                                      |
| 2     | Delloreen Ennis-London | JAM  | 12,76                                      |
| 3     | Brigitte Foster-Hylton | JAM  | 12,76                                      |
| 4     | Kirsten Bolm           | GER  | 12,82                                      |
| 5     | Marija Korotejewa      | RUS  | 12,93                                      |
| 6     | Jenny Kallur           | SWE  | 12,95                                      |
| 7     | Irina Schewtschenko    | RUS  | 12,97                                      |
| DSQ   | Joanna Hayes           | USA  | IAAF Rule 168.7 Nichtüberquerung der Hürde |

Finale: 11. August, 21:20 Uhr
Wind: −2,0 m/s

### 400 m Hürden
| Platz | Athletin                       | Land | Zeit (s) |
| ----- | ------------------------------ | ---- | -------- |
| 1     | Julija Petschonkina            | RUS  | 52,90 WL |
| 2     | Lashinda Demus                 | USA  | 53,27    |
| 3     | Sandra Glover                  | USA  | 53,32    |
| 4     | Anna Jesień                    | POL  | 54,17    |
| 5     | Huang Xiaoxiao                 | CHN  | 54,57    |
| 6     | Andrea Blackett                | BAR  | 55,06    |
| 7     | Tetjana Tereschtschuk-Antipowa | UKR  | 55,09    |
| 8     | Małgorzata Pskit               | POL  | 55,58    |

Finale: 13. August, 19:05 Uhr

### 3000 m Hindernis
| Platz | Athletin              | Land | Zeit (min) |
| ----- | --------------------- | ---- | ---------- |
| 1     | Dorcus Inzikuru       | UGA  | 9:18,24 CR |
| 2     | Jekaterina Wolkowa    | RUS  | 9:20,49    |
| 3     | Jeruto Kiptum Kiptubi | KEN  | 9:26,95 NR |
| 4     | Korene Hinds          | JAM  | 9:33,30 NR |
| 5     | Salome Chepchumba     | KEN  | 9:37,39    |
| 6     | Jelena Sadoroschnaja  | RUS  | 9:37,91    |
| 7     | Cristina Casandra     | ROM  | 9:39,52    |
| 8     | Mardrea Hyman         | JAM  | 9:39,66    |

Finale: 8. August, 20:35 Uhr

### 4 × 100 m Staffel
| Platz | Land       | Athletinnen | Zeit (s) |
| ----- | ---------- | --- | -------- |
| 1     | USA        | Angela Daigle Muna Lee Me’Lisa Barber Lauryn Williams                                                           | 41,78 WL |
| 2     | Jamaika    | Danielle Browning Sherone Simpson Aleen Bailey Veronica Campbell (Finale) im Vorlauf außerdem: Beverly McDonald | 41,99    |
| 3     | Belarus    | Julija Neszjarenka Natallja Salahub Alena Neumjarschyzkaja Aksana Drahun                                        | 42,56 NR |
| 4     | Frankreich | Patricia Buval Lina Jacques-Sébastien Fabé Dia Christine Arron                                                  | 42,85    |
| 5     | Brasilien  | Raquel Martins da Costa Lucimar Aparecida de Moura Thatiana Regina Ignácio Luciana dos Santos                   | 42,99    |
| 6     | Kolumbien  | Melisa Murillo Felipa Palacios Darlenys Obregón Norma González                                                  | 43,07    |
| 7     | Nigeria    | Gloria Kemasuode Endurance Ojokolo Oludamola Osayomi Mercy Nku                                                  | 43,25    |
| 8     | Polen      | Iwona Dorobisz Daria Onyśko Dorota Dydo Iwona Brzezińska                                                        | 43,49    |

Finale: 13. August, 20:40 Uhr

### 4 × 400 m Staffel
| Platz | Land           | Athletinnen | Zeit (min)                                    |
| ----- | -------------- | --- | --------------------------------------------- |
| 1     | Russland       | Julija Petschonkina (Finale) Olesja Krasnomowez Natalja Antjuch Swetlana Pospelowa (Finale) im Vorlauf außerdem: Tatjana Firowa Olesja Sykina | 3:20,95                                       |
| 2     | Jamaika        | Shericka Williams Novlene Williams Ronetta Smith Lorraine Fenton                                                                              | 3:23,29                                       |
| 3     | Großbritannien | Lee McConnell Donna Fraser Nicola Sanders Christine Ohuruogu                                                                                  | 3:24,44                                       |
| 4     | Polen          | Anna Guzowska Monika Bejnar Grażyna Prokopek Anna Jesień (Finale) im Vorlauf außerdem: Zuzanna Radecka                                        | 3:24,49 NR                                    |
| 5     | Ukraine        | Antonina Jefremowa Oksana Iljuschkina Lilija Piljuhina Natalija Pyhyda                                                                        | 3:28,00                                       |
| 6     | Deutschland    | Claudia Marx Claudia Hoffmann Korinna Fink Ulrike Urbansky                                                                                    | 3:28,39                                       |
| DSQ   | Brasilien      | Maria Laura Almirão Geisa Aparecida Coutinho Josiane Tito Lucimar Teodoro                                                                     | IAAF Rule 170.20 Aufstellungs-/ Wechselfehler |
| DSQ   | Belarus        | Alena Neumjarschyzkaja (Finale) Natallja Salahub Hanna Kosak Ilona Ussowitsch im Vorlauf außerdem: Juljana Schalnjaruk                        | IAAF Rule 163.2 Behinderung                   |

14. August, 20:55 Uhr

### 20 km Gehen
| Platz | Athletin          | Land | Zeit (h)   |
| ----- | ----------------- | ---- | ---------- |
| 1     | Olimpiada Iwanowa | RUS  | 1:25:41 WR |
| 2     | Ryta Turawa       | BLR  | 1:27:05 NR |
| 3     | Susana Feitor     | POR  | 1:28:44    |
| 4     | María Vasco       | ESP  | 1:28:51    |
| 5     | Barbora Dibelková | CZE  | 1:29:05 NR |
| 6     | Athina Papayianni | GRE  | 1:29:21    |
| 7     | Elisa Rigaudo     | ITA  | 1:29:52    |
| 8     | Claudia Ștef      | ROM  | 1:30:07    |

7. August, 11:35 Uhr

### Hochsprung
| Platz | Athletin            | Land | Höhe (m) |
| ----- | ------------------- | ---- | -------- |
| 1     | Kajsa Bergqvist     | SWE  | 2,02 WL  |
| 2     | Chaunté Howard      | USA  | 2,00     |
| 3     | Emma Green          | SWE  | 1,96     |
| 4     | Anna Tschitscherowa | RUS  | 1,96     |
| 5     | Wita Palamar        | UKR  | 1,93     |
| 6     | Tia Hellebaut       | BEL  | 1,93     |
| 7     | Wita Stjopina       | UKR  | 1,93     |
| 8     | Amy Acuff           | USA  | 1,89     |

Finale: 8. August, 19:20 Uhr

### Stabhochsprung

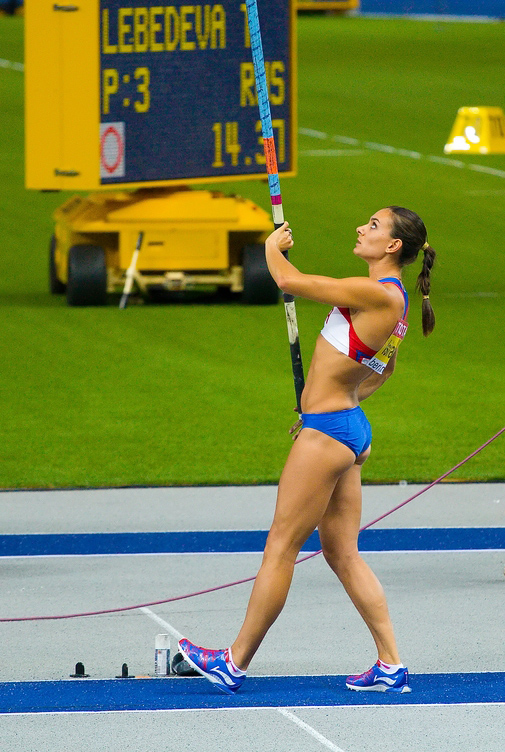
Jelena Issinbajewa siegte mit neuem Weltrekord

| Platz | Athletin           | Land | Höhe (m) |
| ----- | ------------------ | ---- | -------- |
| 1     | Jelena Issinbajewa | RUS  | 5,01 WR  |
| 2     | Monika Pyrek       | POL  | 4,60     |
| 3     | Pavla Hamáčková    | CZE  | 4,50     |
| 4     | Tatjana Polnowa    | RUS  | 4,50     |
| 5     | Gao Shuying        | CHN  | 4,50     |
| 6     | Dana Ellis         | CAN  | 4,35     |
| 6     | Anna Rogowska      | POL  | 4,35     |
| 8     | Vanessa Boslak     | FRA  | 4,35     |

Finale: 12. August, 18:10 Uhr

### Weitsprung
| Platz | Athletin          | Land | Weite (m) |
| ----- | ----------------- | ---- | --------- |
| 1     | Tianna Madison    | USA  | 6,89      |
| 2     | Eunice Barber     | FRA  | 6,76 w    |
| 3     | Yargelis Savigne  | CUB  | 6,69      |
| 4     | Anju Bobby George | IND  | 6,66      |
| 5     | Oxana Udmurtowa   | RUS  | 6,53      |
| 6     | Grace Upshaw      | USA  | 6,51      |
| 7     | Kelly Sotherton   | GBR  | 6,42 w    |
| 8     | Jackie Edwards    | BAH  | 6,42 w    |

Finale: 10. August, 18:35 Uhr
Doping:
Die Russin Tatjana Kotowa, die mit 6,79 m auf den zweiten Platz gekommen war, wurde wegen Dopingvergehens nachträglich disqualifiziert.

### Dreisprung
| Platz | Athletin           | Land | Weite (m) |
| ----- | ------------------ | ---- | --------- |
| 1     | Trecia Smith       | JAM  | 15,11 WL  |
| 2     | Yargelis Savigne   | CUB  | 14,82     |
| 3     | Anna Pjatych       | RUS  | 14,78     |
| 4     | Yamilé Aldama      | SUD  | 14,72     |
| 5     | Chrysopigi Devetzi | GRE  | 14,64     |
| 6     | Kéné Ndoye         | SEN  | 14,47     |
| 7     | Baya Rahouli       | ALG  | 14,40     |
| 8     | Magdelín Martínez  | ITA  | 14,31     |

Finale: 7. August, 19:40 Uhr

### Kugelstoßen
| Platz | Athletin            | Land | Weite (m) |
| ----- | ------------------- | ---- | --------- |
| 1     | Olga Rjabinkina     | RUS  | 19,64     |
| 2     | Valerie Vili        | NZL  | 19,62     |
| 3     | Nadine Kleinert     | GER  | 19,07     |
| 4     | Yumileidi Cumbá     | CUB  | 18,64     |
| 5     | Li Meiju            | CHN  | 18,35     |
| 6     | Natallja Charaneka  | BLR  | 18,34     |
| 7     | Christina Schwanitz | GER  | 18,02     |
| 8     | Misleydis González  | CUB  | 18,01     |

Finale: 13. August, 18:40 Uhr
Hier gab es zwei Dopingfälle:
- 2012 wurde der belarussischen Siegerin Nadseja Astaptschuk (20,51 m) in einer Nachuntersuchung Dopingmissbrauch nachgewiesen. Folgerichtig verlor sie ihre Goldmedaille und die Nächstplatzierten rückten nach.[8]
- Die Russin Swetlana Kriweljowa, die zunächst mit 19,49 m den vierten Platz belegt hatte, wurde ebenfalls nachträglich wegen Dopings disqualifiziert.[9]

### Diskuswurf
| Platz | Athletin          | Land | Weite (m) |
| ----- | ----------------- | ---- | --------- |
| 1     | Franka Dietzsch   | GER  | 66,56     |
| 2     | Natalja Sadowa    | RUS  | 64,33     |
| 3     | Věra Cechlová     | CZE  | 63,19     |
| 4     | Beatrice Faumuina | NZL  | 62,73     |
| 5     | Nicoleta Grasu    | ROM  | 62,05     |
| 6     | Ma Shuli          | CHN  | 61,33     |
| 7     | Dragana Tomašević | SCG  | 60,56     |
| 8     | Olena Antonowa    | UKR  | 59,37     |

Finale: 11. August, 20:00 Uhr
Es gab einen aufgedeckten Dopingfall:

Die bereits in der Qualifikation ausgeschiedene Inderin Neelam Jaswant Singh wurde überführt, gegen die Dopingbestimmungen verstoßen zu haben, und disqualifiziert.

### Hammerwurf
| Platz | Athletin           | Land | Weite (m) |
| ----- | ------------------ | ---- | --------- |
| 1     | Yipsi Moreno       | CUB  | 73,08     |
| 2     | Tatjana Lyssenko   | RUS  | 72,46     |
| 3     | Manuela Montebrun  | FRA  | 71,41     |
| 4     | Zhang Wenxiu       | CHN  | 69,82     |
| 5     | Iryna Sekatschowa  | UKR  | 69,65     |
| 6     | Kamila Skolimowska | POL  | 68,96     |
| 7     | Candice Scott      | TRI  | 66,55     |
| 8     | Clarissa Claretti  | ITA  | 64,76     |

Finale: 12. August, 19:50 Uhr
Doping:
Der Russin Olga Kusenkowa wurde ihr Sieg im März 2013 wegen Dopingvergehens aberkannt.
Auch die nun auf den zweiten Platz vorgerückte Russin Tatjana Lyssenko, die später mehrfach wegen nachgewiesener Verstöße gegen die Antidopingbestimmungen Sperren hinzunehmen hatte, stand im Verdacht, hier in Helsinki gedopt gewesen zu sein. Ihr Resultat von diesen Weltmeisterschaften wurde jedoch nie aberkannt, dieser Verdacht blieb folgenlos.

### Speerwurf
| Platz | Athletin             | Land | Weite (m) |
| ----- | -------------------- | ---- | --------- |
| 1     | Osleidys Menéndez    | CUB  | 71,70 WR  |
| 2     | Christina Obergföll  | GER  | 70,03 ER  |
| 3     | Steffi Nerius        | GER  | 65,96     |
| 4     | Christina Scherwin   | DEN  | 63,43 NR  |
| 5     | Zahra Bani           | ITA  | 62,75     |
| 6     | Paula Tarvainen      | FIN  | 62,64     |
| 7     | Sonia Bisset         | CUB  | 61,75     |
| 8     | Angeliki Tsiolakoudi | GRE  | 57,99     |

Finale: 14. August, 19:25 Uhr

### Siebenkampf

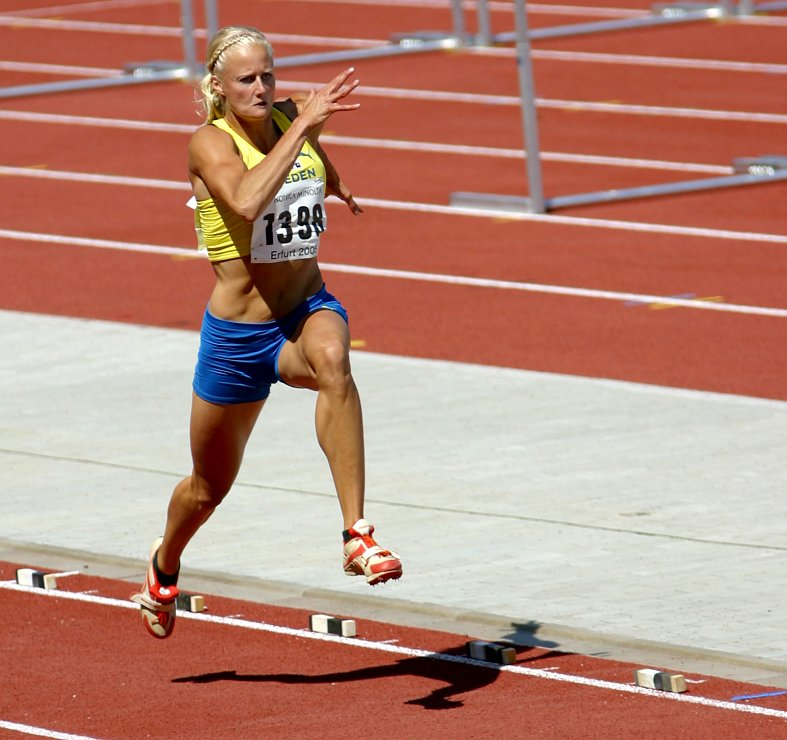
Carolina Klüft behauptete sich mit starker Leistung

| Platz | Athletin          | Land | Punkte |
| ----- | ----------------- | ---- | ------ |
| 1     | Carolina Klüft    | SWE  | 6887   |
| 2     | Eunice Barber     | FRA  | 6824   |
| 3     | Margaret Simpson  | GHA  | 6375   |
| 4     | Austra Skujytė    | LTU  | 6360   |
| 5     | Kelly Sotherton   | GBR  | 6325   |
| 6     | Marie Collonvillé | FRA  | 6248   |
| 7     | Naide Gomes       | POR  | 6189   |
| 8     | Karin Ruckstuhl   | NED  | 6174   |

Datum: 6./7. August